# Bisdom Tulle

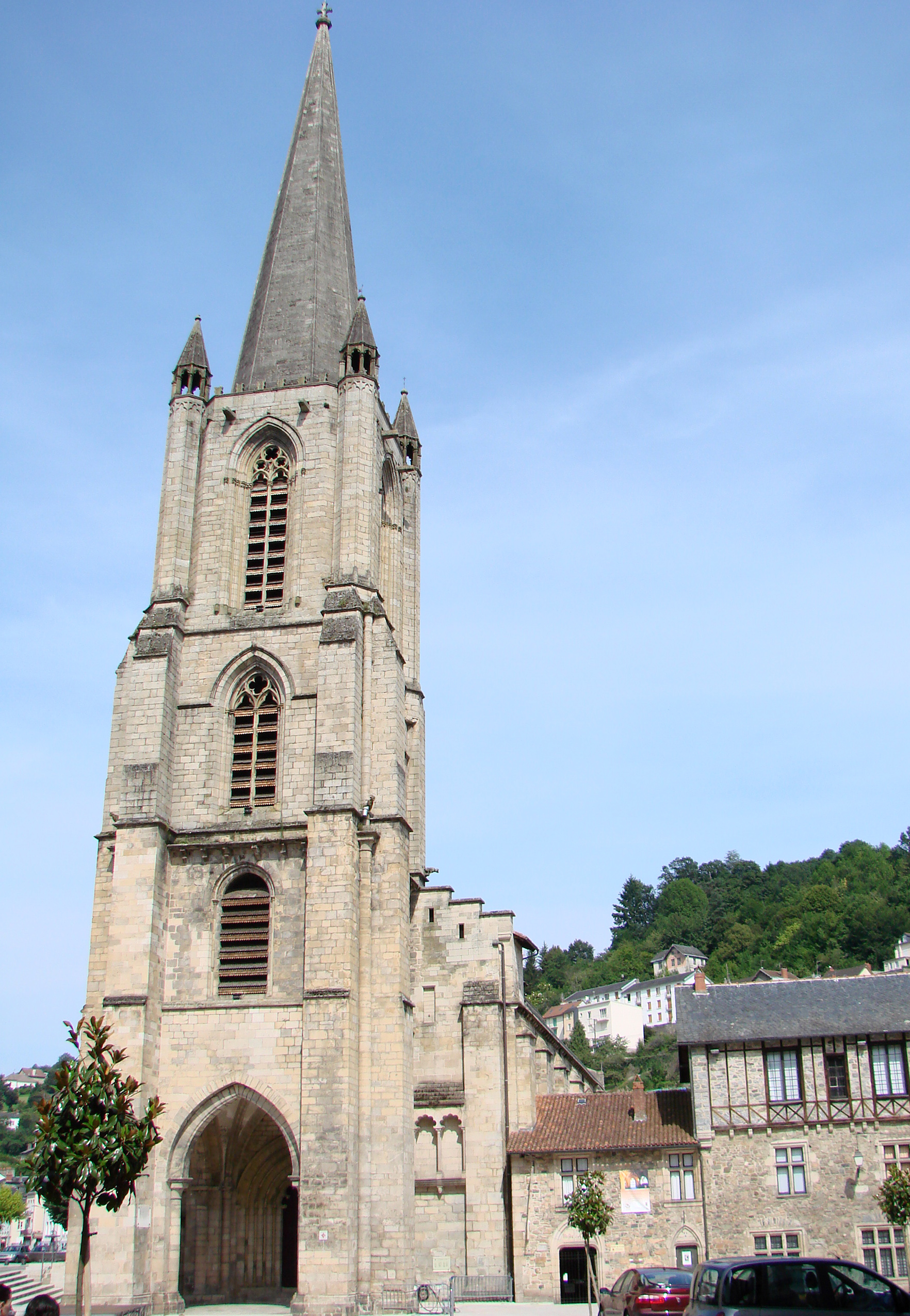
Onze-Lieve-Vrouwekathedraal van Tulle

Het bisdom Tulle (Latijn: Diocesis Tutelensis; Frans: Diocèse de Tulle) is een rooms-katholiek bisdom sinds de 14e eeuw, met zetel in de Franse stad Tulle. Het bisdom beslaat het territorium van het huidige Franse departement Corrèze.
Paus Johannes XXII (Jacques Duèze), paus in Avignon, herschikte verschillende Franse bisdommen naar zijn goedvinden. Zo scheurde hij onder meer van het bisdom Limoges een stuk af en creëerde het bisdom Tulle (1317). Hij gaf stadsrechten aan Tulle, vormde het benedictijnenklooster van Tulle om tot een kathedraal met kapittel en maakte van de bisschoppen van Tulle burggraven van de stad. In dezelfde 14e eeuw waren nadien 3 pausen in Avignon afkomstig van dit bisdom Tulle. Het gaat om de pausen Clemens VI, Innocentius VI en Gregorius XI.
De kathedraal van Onze-Lieve-Vrouw in Tulle is de bisschoppelijke kerk. Het bisdom Tulle werd tijdelijk opgeheven tussen 1801 en 1822. In 2002 besliste paus Johannes Paulus II dat het bisdom Tulle geen suffragaanbisdom meer was van de aartsbisschop van Bourges maar van de aartsbisschop van Poitiers.